# Кент Форд (астроном)
Вільям Кент Форд молодший (англ. William Kent Ford Jr., 8 квітня 1931 — 18 червня 2023) — американський астроном, який займався теорією темної матерії. Він працював з Верою Рубін і створив для неї такий чутливий спектрометр, який дозволив проаналізувати спектри галактик в різних частинах їхніх дисків та отримати криві обертання багатьох галактик. Ці плоскі криві обертання, які не спадали з віддаленням від центру галактики, стали важливим аргументом на користь існування у галактиках темної матерії. У 1985 році Форд здобув медаль Джеймса Крейга Вотсона за роботу над покращенням зображень та галактичною динамікою.

## Робота

### Розробка фотопомножувальної трубки
Починаючи з 1955 року, коли його прийняли на роботу у відділ земного магнетизму Інституту Карнегі, Форд працював над удосконаленням електростатичного фотопомножувача та застосуванням його як інструменту для наукової роботи. Він був піонером застосування фотопомножувачів як чутливих детекторів для астрономічних задач, що призвело до створення «трубки Карнегі» (англ. Carnegie Image Tube). Перші випробування астрономічних застосувань його трубок проводили на 26-дюймовому рефракторі у Військово-морській обсерваторії у Вашингтоні, а пізніше на 40-дюймовому телескопі у Військово-морській обсерваторії у Флагстаффі. Завдяки можливості реєструвати астрономічні спостереження в електронній формі, а отже, легко переводити в цифрову форму для аналізу за допомогою комп’ютера, ця технологія зробила революцію в методі збору астрономічних спостережних даних, і ця технологія продовжувала широко використовуватися для астрономічних спостережень аж до розробки ПЗЗ-камер у 1980-х роках.

### Спостережна астрономія
У важливій статті, написаній у співавторстві з астрономкою Верою Рубін у 1970 році, та наступній статті 1980 року Рубін і Форд встановили, що швидкість обертання зір навколо центру галактики (криві обертання галактик) не зменшується з відстанню від центру, як очікувалося б з законів Кеплера, але радше залишається сталою незалежно від відстані («плоска крива обертання»). З цього вони зробили висновок, що велика частка маси галактик припадає на якийсь невидимий темний компонент, і підрахували, що більшість галактик повинні містити приблизно в шість разів більше темної маси, ніж видимої. Зараз це відкриття називають темною матерією.